# Cobrex Trans
Cobrex Trans è una compagnia aerea charter rumena con sede a Brașov, fondata nel 1994.

## Storia
Cobrex Transvenne fondata a Brașov nel 1994 e iniziò le operazioni di volo con gli elicotteri Robinson 22 e Robinson 44. Negli anni sono stati utilizzati anche Bell 206L1, Ecureuill AS 350B2 e AS 350B3, EC120 e AS365 Dauphin. Questi possono essere noleggiati per vari scopi e vengono utilizzati anche in missioni in montagna o servizi di aeroambulanza.
Nel mese di settembre 2016, Cobrex Trans ha aggiunto alla flotta il suo primo Boeing 737-300, che viene utilizzato principalmente per operazioni di subcharter per le altre compagnie aeree. I clienti includono Sundair, Smartwings e TUI Airways.

## Destinazioni
La compagnia aerea opera esclusivamente servizi charter passeggeri per conto di tour operator o altre compagnie aeree. Nel 2018, Cobrex Trans aveva pianificato di avviare rotte di linea dall'aeroporto di Suceava; tuttavia questi piani sono stati cancellati poco dopo.

## Flotta
Al 2022 la flotta di Cobrex Trans è così composta: